# Kenji Honnami
Kenji Honnami (n. 23 iunie 1964) este un fost fotbalist japonez.

## Statistici
| Japonia | Japonia | Japonia |
| An      | Meciuri | Goluri  |
| ------- | ------- | ------- |
| 1994    | 3       | 0       |
| Total   | 3       | 0       |